# Darkest Day
Darkest Day es el octavo álbum de estudio de la banda estadounidense Obituary, lanzado el 30 de junio de 2009 a través de Candlelight Records, y es el último álbum con el bajista Frank Watkins, quien fue bajista desde el álbum Cause Of Death.

## Lista de canciones
1. List of Dead (3:34)
2. Blood to Give (3:34)
3. Lost (3:54)
4. Outside My Head (3:52)
5. Payback (4:29)
6. Your Darkest Day (5:06)
7. This Life (3:45)
8. See Me Now (3:22)
9. Fields of Pain (3:17)
10. Violent Dreams (1:59)
11. Truth Be Told (4:49)
12. Forces Realign (4:37)
13. Left to Die (6:20)

## Formación
- John Tardy – voces
- Ralph Santolla – guitarra
- Trevor Peres – guitarra
- Frank Watkins – bajo
- Donald Tardy – batería